# 亚历山德罗·阿尔加迪
亚历山德罗·阿尔加迪（Alessandro Algardi，1598年7月31日—1654年6月10日)，巴洛克时期的意大利雕塑家，主要活跃于罗马。其在一生的后几十年中，與弗朗切斯科·博罗米尼、皮埃特羅·達·科爾托納共同成為了吉安·洛伦佐·贝尼尼的主要竞争对手。

## 早期生活
阿尔加迪生于博洛尼亚，年轻时曾在阿戈斯蒂诺·卡拉奇工作室当学徒。然而，他对雕塑的兴趣引使他轉而為天赋平平的艺术家朱利奥·凯撒·康韦蒂工作。阿爾加迪現存最早的兩件作品可以追溯至此時期：博洛尼亚生命圣母朝圣所中的两尊石膏圣徒雕像。
約1620年，當阿爾加迪20歲時，曼托瓦公爵費迪南多·貢扎加開始委託他製作作品，此外，他也曾為當地珠寶商進行珠寶設計。1625年，阿爾加迪結束了在威尼斯的短暫停留，帶著曼托瓦公爵致教皇的侄子红衣主教卢多维科·路德维希的介绍信前往羅馬。隨後，盧多维科·路德维希開始僱傭他修復古代雕像。

## 利奥十一世墓
當時，吉安·洛伦佐·贝尔尼尼和他的工作室在博尔盖塞和巴贝里尼的赞助下包攬了全罗马大部分的雕像委托。因此，在隨後十年中，阿尔加迪始終在为得到认可而奋斗。阿尔加迪初到羅馬時，在彼得洛·达·科尔托纳及其同事波罗格尼斯、多梅尼奇诺等朋友的支持下，完成了包括一些红陶和大理石胸像在內的定製作品，也以製作十字架等小作品謀生。17世紀30年代，他在人民圣母堂梅里尼小教堂的梅里尼家族坟墓工作。
阿尔加迪第一个重要委托是1634年的利奥十一世的坟墓，那是红衣主教乌巴尔迪尼·美第奇为其叔父，這位在1605年任職近一个月的美第奇家族出身的第三位教皇，定制的墓碑。其始建於1640年，並於1644年基本完工。其布局与贝尔尼尼设计的乌尔班八世的墓碑布局如出一辙，中央是教皇的神職盛装像，其一手作祝福状。在教皇脚下，两尊女像立於石棺两侧，分別象徵著“開明”（Liberality）和“寬容”（Magnanimity）。然而，在贝尔尼尼设计的墓葬中，教皇上举手臂的動作和全身的姿态充滿力量感，與下方豐富的人物情態相呼應，象徵“慈悲”和“正義”的人物或被小天使吸引，或陷入沉思，而象徵“死亡”的骷髏则积极撰写這墓志铭。相比之下，阿尔加迪设计的墓葬則少了很多动态，“開明”和“寬容”女神不卑不亢，卻顯得不近人情、虚无缥缈。有人認為，戴著頭盔的寬容女神与雅典娜及象徵“智慧”的傳統形象共通；而開明女神則与杜克诺伊著名的圣苏撒纳相似，但顯得更为优雅。该墓葬与乌尔班八世墓葬的色彩丰富形成鲜明对比，色调沉郁而单调。
1635-1638年，彼得羅·邦孔帕尼委托阿尔加迪制作一尊庞大雕像，展現了菲利普·奈里和天使跪在圣玛利亚面前的形象，這座雕像于1640年完工，現位於小谷聖母堂。隨後不久，阿尔加迪为博洛尼亚的圣保罗教堂制作了一组表现圣保罗受戮的雕像《圣保罗的斩首》，由靜默跪地的圣徒和揮劍而起的刽子手組成。這兩個作品打響了他的名声。
贝尔尼尼的作品通常更富有巴洛克式的情感和戲劇性，而阿尔加迪的雕塑则相對更加冷靜和克制。

## 英诺森十世的宠幸和西班牙的委托
1644 年，巴贝里尼家族的教皇乌尔班八世去世，潘菲尔教皇英诺森十世继位，巴貝里尼家族因此声名扫地，贝尔尼尼的委托也随之减少。 阿尔加尔迪的肖像画备受推崇，其形式上的严谨与贝尔尼尼更为活泼的表达形成了鲜明对比。
阿尔加尔迪并不以建筑能力而闻名。虽然他负责罗马圣潘克拉齐奥门外的教皇别墅——潘菲力别墅（即现在的多利亚-潘菲力别墅）的项目，但他可能得到了建筑师与工程师吉罗拉莫-雷纳尔迪（Girolamo Rainaldi）在赌场设计方面的专业指导，以及他的助手乔瓦尼-弗朗切斯科-格里马尔迪（Giovanni Francesco Grimaldi）在监督施工方面的帮助。在别墅的院子里，阿尔加尔迪和他的工作室制作了镶嵌雕塑的喷泉和其他花园景观，他的一些独立雕塑和浮雕作品至今仍保留在那里。
1650年，阿尔加迪遇到迭戈·委拉斯贵兹，他从西班牙被雇佣来。之后在阿兰胡埃斯皇家宫殿，阿尔加迪制作了四个壁炉，花园中的尼普东的喷泉的雕像也出自阿尔加迪之手。萨拉曼卡的奥古斯汀修道院的蒙特利伯爵和夫人的坟墓也是阿尔加迪的作品。

## 《阿提拉的逃逸》浮雕
阿尔加迪为圣彼得巴西利卡制作的雷欧教皇和阿提拉的大幅大理石深浮雕面板，促进了这种大理石浮雕的使用。以前罗马教堂大量使用大理石浮雕，但对于大多数顾客来说，大理石祭坛过于昂贵。在这个浮雕中，包括两个主要人物：严肃、勇敢的教皇和沮丧、胆怯的阿提拉，从中心到三面出现。只有他们两人看到了降落的天使战士向教皇的防御集结，而其他在浮雕背景中的人则坚守尘世的职责。主题是为了教皇国寻求影响力，它描述了伟大的雷欧在超自然的援助下阻止匈奴人劫掠罗马的历史传奇。从巴洛克的角度看，这是神干预人类事件的瞬间。无疑其赞助人传达出信息严厉的提醒所有观众教皇具有能够召唤神来惩罚敌人的能力。
在完成其为同时代人所景仰的著名浮雕后不到一年，阿尔加迪便逝世了。晚年，阿尔加迪手握一个大型工作室并积累了大量财富。阿尔加迪的经典范式被学生们（包括埃尔科莱·费拉塔和多米尼科·圭迪）所传承。安东尼奥·拉吉最初和他一起受训，后来两人完成了他为圣尼古拉设计的祭坛，用一个时间在同一地点将两个分开的大理石片连接起来，但却十分成功的分离了神和人类的世界。工作室中其他鲜为人知的助手包括弗朗西斯科·巴拉特、吉罗拉摩·卢辛迪和朱塞佩·佩罗尼。

## 艺术评论
阿尔加迪也以其过度关注心理细节的描绘闻名，表现了面貌，以严肃然后是自然主义的方式，并关注服装和布料，如札基亚主教胸像、卡米洛·潘菲利半身像、以及穆齐奥·弗兰吉帕内和他两个儿子莱罗和罗伯托的半身像。气质上，他的风格更类似于古典和杜克斯诺的矜持巴洛克而非其他巴洛克艺术家的激情作品。从艺术角度看，他在肖像雕像和儿童群像上是成功的，在这些方面他不得不紧密跟从自然。他的一些已完成的红陶样式受到收藏家的赞扬。